# Брэд Армстронг
Брэд Армстронг (англ. Brad Armstrong, род. 23 сентября 1965 года, настоящее имя — Род Хопкинс (англ. Rod Hopkins)) — канадский порноактёр, режиссёр, продюсер, сценарист и художник по костюмам. В настоящее время работает по контракту с Wicked Pictures. Известен как один из самых популярных мужчин в секс-индустрии, а также как «Король порно».

## Ранняя жизнь
Родился в Канаде. Армстронг посещал колледж коммерческого искусства и рекламы.

## Карьера
В течение 10 лет Армстронг работал стриптизером в Канаде. Он начал танцевать в возрасте 17 лет. В порноиндустрию пришёл благодаря порноактрисе Эрике Бойер. Первой сценой Армстронга был групповой секс с Эрикой Бойер, Рэнди Спирсом, Эриком Прайсом и ещё двумя актрисами в фильме Bimbo Bowlers From Boston.
В качестве актёра снялся в более чем 200 фильмах.

## Личная жизнь
Армстронг был женат три раза и дважды разводился. Его первый брак был с Дианной Лаурен. Они развелись в 1992 году. Второй брак был заключён с Дженной Джеймсон в декабре 1996 года. Они развелись в 2001 году. Третий брак Армстронга, с Джессикой Дрейк, начался в 2006 году.

## Награды
| Год  | Награда | Фильм                                           |
| ---- | --- | ----------------------------------------------- |
| 2002 | Лучший режиссер — видео | Euphoria                                        |
| 2002 | Лучший сценарий — видео (вместе с Дэвидом Аароном Кларком) | Euphoria                                        |
| 2003 | Лучший актер — фильм | Falling From Grace                              |
| 2003 | Лучший сценарий — фильм (вместе с Daniel Metcalf и Джонатаном Морганом) | Falling From Grace                              |
| 2004 | Зал славы AVN | н/д                                             |
| 2005 | Лучший сценарий, фильм | The Collector                                   |
| 2007 | Лучший режиссер — фильм | Manhunters                                      |
| 2007 | Лучший сценарий — фильм | Manhunters                                      |
| 2008 | Лучший актер, видео | Coming Home                                     |
| 2009 | Лучшая сцена двойного проникновения (вместе с Джессикой Дрейк и Эриком Мастерсоном) | Fallen                                          |
| 2009 | Режиссёр года | н/д                                             |
| 2010 | Лучшая групповая сексуальная сцена (вместе с Джессикой Дрейк, Кирстен Прайс, Алектрой Блу, Микайлой Мендес, Кейлени Леи, Тори Лэйн, Джейден Джеймс, Кайлой Каррера, Рэнди Спирсом, Рокко Ридом, Marcus London, Миком Блу и T.J. Cummings) | 2040                                            |
| 2011 | Лучший режиссер — полнометражный фильм | Speed                                           |
| 2012 | Лучший режиссер — Пародия | The Rocki Whore Picture Show: A Hardcore Parody |
| 2012 | Лучший сценарий — пародия (вместе с Hank Shenanigan) | The Rocki Whore Picture Show: A Hardcore Parody |
| 2014 | Лучший режиссёр — полнометражный фильм | Underworld                                      |
| 2014 | Лучший сценарий | Underworld                                      |
| 2014 | Лучшая сцена безопасного секса (вместе с Джессикой Дрейк) | Sexpionage: The Drake Chronicles                |
| 2015 | Лучший режиссёр — полнометражный фильм | Aftermath                                       |
| 2015 | Лучший сценарий | Aftermath                                       |

| Year | Award                                                   |
| ---- | ------------------------------------------------------- |
| 2002 | Лучший режиссер (выбор фанатов)                         |
| 2013 | Лучший режиссер — не-пародия (выбор фанатов)            |
| 2014 | Лучший режиссер — полнометражный фильм (выбор фанатов)  |
| 2015 | Лучший режиссер — полнометражный фильм (выбор редакции) |

| Год  | Награда                               |
| ---- | ------------------------------------- |
| 2011 | Лучший режиссер, полнометражный фильм |

| Год  | Награда                               | Фильм                   |
| ---- | ------------------------------------- | ----------------------- |
| 2010 | Режиссёр года (индивидуальный проект) | 2040                    |
| 2014 | Режиссёр года — полнометражный фильм  | Underworld              |
| 2017 | Сценарий года                         | The Preacher’s Daughter |

| Год  | Награда                                                          |
| ---- | ---------------------------------------------------------------- |
| 2007 | Лучший режиссер — полнометражный фильм                           |
| 2008 | Лучший режиссер — полнометражный фильм(вместе со Сторми Дэниэлс) |
| 2009 | Лучший режиссер — полнометражный фильм                           |
| 2009 | Зал славы XRCO                                                   |
| 2011 | Лучший режиссёр — полнометражный фильм                           |